# Robert Eliot Fryer
Robert Eliot Fryer, britanski general, * 1893, † 1983.